# Премоло
Премоло (італ. Premolo) — муніципалітет в Італії, у регіоні Ломбардія,  провінція Бергамо.
Премоло розташоване на відстані близько 490 км на північний захід від Рима, 70 км на північний схід від Мілана, 26 км на північний схід від Бергамо.
Населення — 1143 особи (2014).

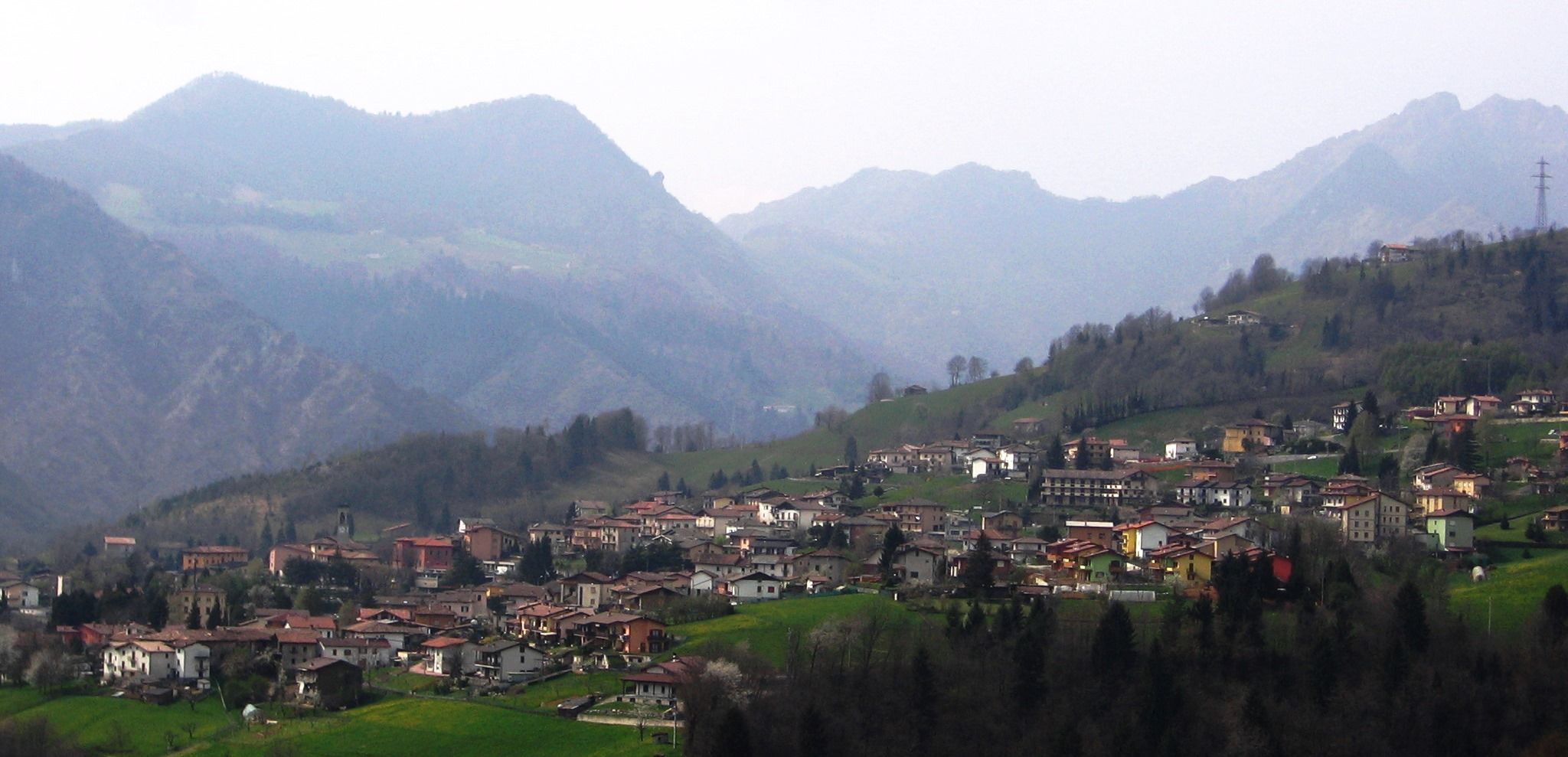

Щорічний фестиваль відбувається 30 листопада. Покровитель — Андрій Первозваний.

## Демографія
Населення за роками:

Станом на 1 січня 2023 року в муніципалітеті офіційно проживало 26 іноземців з 9 країн, серед них 3 громадяни країн Євросоюзу та 7 громадян України.

## Сусідні муніципалітети
- Ардезіо
- Горно
- Ольтре-іль-Колле
- Онета
- Парре
- Понте-Носса